# 小島康誉
小島 康誉（こじま やすたか、1942年3月24日 - ）は、日本の浄土宗僧侶、国際協力実践家。
愛知県名古屋市出身。佛教大学内ニヤ遺跡学術研究機構代表。中国新疆ウイグル自治区政府文化顧問。

## 略歴
1960年向陽高校卒業後、建材会社「小野田ブロック」、宝石卸会社「水渓」をへて、66年「宝石の鶴亀」（その後「ツルカメコーポレーション」と社名変更、後任社長時代に「あずみ」と社名変更、エステールと合併し、現「エステールHD」）を創業。93年名古屋証券取引所に株式上場、96年創業30周年を機に社長退任。一方で1987年得度し僧籍に入る。88年佛教大学文学部仏教学科卒業。89年知恩院で伝宗伝戒。98年念仏行脚日本縦断成満。1992年新疆ウイグル自治区政府文化顧問就任。94年佛教大学内ニヤ遺跡学術研究機構代表就任。2006年佛教大学客員教授就任、11年退任。

## 国際協力活動
1972年中国広州交易会参加。1982年宝石買付で訪問した新疆ウイグル自治区で交河故城など参観し豊富な文化遺産と多民族の温かい人情にふれて以来、150回以上にわたり新疆を訪問し、多民族諸氏と多数の国際協力を実践し相互理解を促進し続けている。

1982年から 各種寄付　博物館･エレベーター･福祉用品･改水工程･パソコン･図書･訪恵聚など多数
1986年から キジル千仏洞修復保存協力　個人と募金で1億円余寄贈、28年後に世界文化遺産

1986年から 新疆大学奨学金　若手教師･院生･学生4679人の育成を支援
1988年から 日中共同ニヤ遺跡学術調査　7年後「五星出東方利中国」錦発掘、「精絶国」の全容を解明
1988年から 各種代表団派遣  政治･経済･文化･教育･観光など多数

1989年から 各種講演･写真展･出版  日中両国で多数

1990年から 各種仲介　伊藤忠商事･奈良女子大学･NHKなど多数

1993年から 各種代表団招聘  政府･兵団･企業･文化･教育･生徒など多数

1998年から 希望小学校建設  クチャ･ウルムチ･バインブルグ･カナスなど5校舎（一部は友人拠出）

1999年から 新疆文化文物優秀賞  421人･団体を支援

1999年から シルクロード児童育英金  約1600人を支援

2000年から 中国歴史文化遺産保護網（現在休止中）

2001年から 歴史档案史料刊行　新疆ウイグル自治区档案館と『清代新疆建置档案史料』など4点

2002年から 日中共同ダンダンウイリク遺跡学術調査  法隆寺壁画の源流「屈鉄線」壁画発掘･保護

コロナ禍中も「新疆ウイグル自治区」をブログやレコードチャイナで発信し、新疆への理解促進

2023年コロナ禍が明け新疆訪問を再開し、タクラマカン砂漠一周鉄道を利用して諸都市を視察、キジル千仏洞やニヤ遺跡を再訪、奨学金等提供を再開、新疆活動40年記念講演など各種活動を実施

### 上記活動補足
1986年　キジル千仏洞を参観し、「人類共通の文化遺産」と直感、保存協力を開始。87年「日中友好キジル千仏洞修復保存協力会」を設立。3000を超える個人や企業から浄財を募り、88年89年二次にわたり工事用トラック等をふくむ1億円余りを新疆ウイグル自治区政府へ寄贈。2014年「シルクロード：長安－天山回廊の交易路網」の構成資産としてキジル千仏洞は「世界文化遺産」登録。
1988年 「日中共同ニヤ遺跡学術調査」を開始し、タクラマカン沙漠に残る紀元前1世紀～紀元5世紀頃に栄えたとされるシルクロードのオアシス国家「精絶国」の総合調査を日中両国の専門家を組織し9回にわたり実施。95年にはのちに中国の「国宝中の国宝」と言われる「五星出東方利中国」錦などを発掘、明らかにした「精絶国」の全容は『日中共同ニヤ遺跡学術調査報告書』や国際シンポジウムなどで公開している。

1999年「小島新疆文化文物事業優秀賞」と「シルクロード児童育英金」を設立。

2002年「日中共同ダンダンウイリク遺跡学術調査」を開始。8世紀頃まで栄えたホータン王国のオアシス都市を日中両国の専門家を組織し4回にわたり総合調査。法隆寺金堂「鉄線描」壁画の源流実物資料と言われる「屈鉄線」壁画を大量に発掘し保護。研究成果は『日中共同ダンダンウイリク遺跡学術調査報告書』や国際シンポジウムなどで公開している。

その他、希望小学校の建設、和田博物館・民豊博物館・仏教寺院の建設や農業用井戸掘削などへの資金援助、歴史档案史料の共同出版、各種代表団の派遣や招聘、各種仲介なども行い、多くの国際協力を実践している。

## 受賞
- 1995年中国全国人民代表大会「環境資源保護委員会栄誉賞」[33]
- 2001年日本「文化庁長官表彰」、中国文化部「文化交流貢献賞」
- 2002年日本「外務大臣表彰」
- 2010年中国人民対外友好協会「人民友好使者」
- 2009年中国清華大学「公共外交突出貢献賞」
- 2010年中国文物保護委員会「薪火相伝－中国文化遺産保護年度傑出人物」

## 主な著書

### 論文
- 「西域亀茲における仏教滅亡についての一考察」（『佛教大学通信教育部卒業論文集』24号1990）
- 「スタイン第四次新疆探検とその顛末」（『佛教大学宗教文化ミュージアム研究紀要』10号2014）
- 「スタイン中央アジア探検と日中共同隊」（『佛教大学宗教文化ミュージアム研究紀要』11号2015）
- 「国際協力の世紀における日本と中国」（『佛教大学宗教文化ミュージアム研究紀要』12号2016）
- 「実践的国際協力学－新疆での35年から」（『佛教大学宗教文化ミュージアム研究紀要』13号2017）
- 「日中国交正常化45周年と今後」（『佛教大学宗教文化ミュージアム研究紀要』14号2018）
- 「ニヤ調査30周年と改革開放40周年」（『佛教大学宗教文化ミュージアム研究紀要』15号2019）
- 「水谷幸正先生とニヤ遺跡学術研究機構」（Web「ADC文化通信」2020）

### 単著
- 『シルクロードの点と線』（プラス1988）
- 『命燃えて』（プラス1990）
- 『シルクロード新疆の旅』（プラス1991）
- 『涙のスプリングボード』（プラス1991）
- 『念仏の道ヨチヨチと』（東方出版2006）
- 『迷路悟道』（『念仏の道ヨチヨチと』の中国語版･趙新利訳･段躍中監修･日本僑報社2008）
- 『ありがとう人生燃えつき店じまい』（東方出版2013）

### 編著
- 『新疆での世界的文化遺産保護研究事業と国際協力の意義－キジル・ニヤ・ダンダンウイリク』（佛教大学宗教文化ミュージアム2013）
- 『Kizil, Niya, and Dandanoilik』（英語･東方出版2013）
- 『中国新疆36年国際協力実録』（日中英3ヵ国語･東方出版2018）
- 『21世紀は共生･国際協力の世紀 一帯一路実践談』（レコードチャイナ2021）

### 共著
- 『PHPゼミナール特別講話集 人生の道･経営の道』（PHP研究所1983）
- 『夢幻尼雅』（中国語･民族出版社1995）

### 共編
- 『シルクロード ニヤ遺跡の謎』（東方出版2002）
- 『絲綢之路 尼雅之謎』（『シルクロード ニヤ遺跡の謎』の中国語版･中国歴史文化遺産保護網訳･天津人民美術出版社2005）
- 『見証新疆変迁』全2巻（中国語･新疆美術撮影出版社2008･09）
- 『新疆世界文化遺産図典』（中国語･新疆美術撮影出版社2015）
- 『新疆世界文化遺産図鑑』（『新疆世界文化遺産図典』の日本語版･本田朋子訳･日本僑報社2016）

### 監修
- 『王恩茂日記』全5巻（王恩茂著･『王恩茂日記』日本語版出版委員会編･孫宗明･皮細庚共訳･アイアドプラス1996）

### WEB
- 「シルクロード国献男子30年」（ADC文化通信2015－16）
- 「国献男子ほんわか日記」（ADC文化通信2017－21・フォルテ文化ミュージアム2021－）
- 「一帯一路実践談」「私が見た新疆ウイグル自治区」「新疆の世界遺産」「新時代の新疆ウイグル自治区」シリーズほか単発多数（レコードチャイナ2020－）

### 代表を務める「佛教大学内ニヤ遺跡学術研究機構」編著類
- 『日中共同ニヤ遺跡学術調査報告書』第一巻（日中2ヵ国語･法蔵館1996）
- 『日中共同ニヤ遺跡学術研究国際シンポジウム発表要旨』（佛教大学等シンポ実行委員会1997）
- 『日中共同ニヤ遺跡学術調査報告書』第二巻（日中2ヵ国語･中村印刷2000）
- 『日中共同ダンダンウイリク遺跡学術研究国際シンポジウム発表要旨』（2005）
- 『近代外国探検家新疆考古档案史料』（中国新疆档案館共編･日中英3ヵ国語･新疆美術撮影出版社2001）
- 『中瑞西北科学考察档案史料』（中国新疆档案館共編･日中英3ヵ国語･新疆美術撮影出版社2006）
- 『日中共同ニヤ遺跡学術調査報告書』第三巻（真陽社2007）
- 『日中共同ダンダンウイリク遺跡学術調査報告書』（真陽社2007）
- 『斯担因第四次新疆探検档案史料』（中国新疆档案館共編･日中英3ヵ国語･新疆美術撮影出版社2007）
- 『漢唐西域考古－ニヤ･ダンダンウイリク国際学術シンポジウム発表要旨要約資料集』（2009）
- 『丹丹烏里克－中日共同考察研究報告』（中国新疆文物考古研究所共編･中国語･文物出版社2009）
- 『清代新疆建置档案史料』（中国新疆档案館共編･日中英3ヵ国語･新疆美術撮影出版社2010）
- 『シルクロード新疆での世界的文化遺産保護研究と国際協力 国際シンポジウム発表要旨』（2013）

## ラジオ・テレビ出演
- 「新シルクロード」第4集「タクラマカン西域のモナリザ」（NHK2005）
- 「シルクロードに燃える」（NHKラジオ深夜便2005）
- 「天山を往く－シルクロード物語」（フジテレビ系列2016）
- 「シルクロード･壁画の道をゆく」（NHK2017）
- 「大愛無疆」「五星出東方利中国」「西域蒙娜麗莎」（中国天津電視台「泊客中国」2018）